# Porcellio longicornis
Porcellio longicornis is een pissebed uit de familie Porcellionidae. De wetenschappelijke naam van de soort is voor het eerst geldig gepubliceerd in 1859 door Stein.